# 藤沢市立辻堂小学校
藤沢市立辻堂小学校（ふじさわしりつ つじどうしょうがっこう）は、神奈川県藤沢市辻堂東海岸にある公立小学校。

## 沿革
出典
- 1945年（昭和20年）
  - 4月1日 - 開校。当時は藤沢市立明治中学校に併設する形だった。
  - 5月8日 - 旧第一校舎落成（1959年解体）、現在地に移る。この日が開校記念日となっている。
- 1987年（昭和62年）5月 - 現在の校舎落成。
- 1995年（平成7年）5月8日 - 創立50周年。
- 2004年（平成16年）3月30日 - 東校舎落成。

## 教育目標
「すなおで、かしこく、たのもしく」

## 進学先
公立中学校の場合。
- 藤沢市立湘洋中学校

## 著名な出身者
- ちあきなおみ - 歌手
- 石井美樹 - バレーボール選手
- 見木友哉 - サッカー選手

## 交通
出典
JR
- 東海道本線辻堂駅より徒歩30分

私鉄
- 小田急江ノ島線鵠沼海岸駅より徒歩30分

どちらの駅からも距離がある。「辻堂東海岸」停留所から近い。